# Maïdin Elgarni
Maïdin Elgarni est un boxeur français né le 22 février 1993 à Roubaix.

## Carrière

### Boxe amateur
Maïdin commence la boxe à l'âge de 15 ans au Boxing Club de l'Alma (Boxing club Roubaix) à Roubaix.
Il remporte 38 combats sur 40 en amateur, en travaillant en parallèle comme animateur au centre social de son quartier.

### Boxe professionnelle
Maïdin devient champion de France professionnel en catégorie poids léger en mai 2016, titre qu'il confirme en décembre 2016 contre Kevin Haudiquet puis de nouveau contre Dame Seck en avril 2017.
En février 2019, il conquiert sa première ceinture continentale contre l'espagnol Brian Pelaez à l’unanimité en six rounds chez les moins de 58kg.
En décembre 2019, il remporte la ceinture intercontinentale WBA contre Edwing Davila, ce qui le classe 14e sur 15.
Depuis son passage en catégorie professionnelle, Maïdin compte 15 victoires sur 15 combats, dont 4 par KO.
Depuis 2018, il est salarié de l'Agence pour l'éducation par le sport (Apels), une organisation nationale d'inclusion créée en 1997 pour aider les jeunes à s'insérer dans la société et les entreprises grâce au sport.

## Palmarès

### Championnat de France
- Champion de France des poids légers (-de 61kg) en 2016 (professionnel)
- Champion de France des poids légers (-de 61kg) en 2017 (professionnel)

### International
- Champion d'Europe IBO en Super plumes (- de 58kg) en 2019
- Champion WBA Inter-continental en poids léger (- de 60kg) en 2019